# Agapit de Constantinoble
Agapit de Constantinoble   (Constantinoble, segle VI - segle VI) va ser un diaca de l'església de Santa Sofia a Constantinoble (cap el 500). Va ser un reputat tutor de Justinià i autor d'una sèrie d'exhortacions en setanta-dos capítols breus dirigits cap al 527 a Justinià (Patrologia Graecae, LXXXVI, 1153–86).
Les primeres lletres de cada capítol formen un acròstic de dedicatòria que diu: "L'humilíssim diaca Àgàpet al sagrat i venerable emperador Justinià" (ἔκθεσις κεφαλαίων παραινετικῶν σχεδιασοθασθασθθ). El renom amb què es va tenir aquesta obra es desprèn del seu títol comú, és a dir. les Seccions Reials (σχέδη βασιλικὰ).
El llibre tracta, en termes generals, dels deures morals, religiosos i polítics d'un governant. En la forma és bastant sentenciós i retòrica, i s'assembla molt a una obra similar a la novel·la de Barlaam i Josafat. Tots dos semblen estar basats en Isòcrates, Basili el Gran i Gregori de Nazianz.
Fou tutor de Justinià I al que, quan fou proclamat emperador va escriure una carta amb consells, carta que se inicia amb les paraules ἔκθεσις κεφαλαίων παραινετικῶν σχεδιασθεῖσα per les que és coneguda, i que fou publicada a Venècia el 1509 i traduïda al francès el 1612.